# 唐诚清
唐诚清（1959年1月8日—），俗名唐学成，男，四川都江堰人，中国道士，曾任中国道教协会副会长，四川省道教协会会长。